# Île Marquette
 (novembre 2023).
Si vous disposez d'ouvrages ou d'articles de référence ou si vous connaissez des sites web de qualité traitant du thème abordé ici, merci de compléter l'article en donnant les références utiles à sa vérifiabilité et en les liant à la section « Notes et références ».
Pour les articles homonymes, voir Marquette.
L'Île Marquette est la plus grande des 36 îles de l'archipel des Cheneaux, au nord du Michigan, aux États-Unis. Située dans le comté de Mackinac, sur la rive nord du lac Huron, l'île a une petite population estivale. Elle fait 10,5 km de long et 5,5 km de large pour une superficie de 59 km2.
Un chenal étroit et d'eau douce, le chenal des Cheneaux, sépare l'île Marquette de la péninsule supérieure du Michigan. La rive du chenal de l'île est bordée de hangars à bateaux et de chalets Edwardiens, vestiges du développement immobilière de l'île au début des années 1900. Dans sa forme la plus étroite, le chenal a une largeur inférieure à 0,4 km. Les habitants de l'île prennent souvent le bateau vers les villes voisines de Cedarville et Hessel pour les nécessités de la vie courante. 
Bien que l'île Marquette soit grande, elle n'est pas aussi vaste que ses dimensions peuvent le laisser supposer, car elle est profondément creusée par des baies d'eau douce comme la baie Duck, la baie Hessel, la baie Peck et la baie Wilderness. Il n'y a pas de ponts ou d'autres moyens d'accès automobile à l'île, et pas de routes sur l'île. Pour cette raison, la plupart des propriétaires y possèdent un accès au quai. Les eaux adjacentes à l'île Marquette sont connues pour la pêche en eau douce, en particulier pour la perchaude. L'île est nommée en l'honneur du missionnaire et explorateur Jacques Marquette.

## Source
- (en) Cet article est partiellement ou en totalité issu de l’article de Wikipédia en anglais intitulé « Marquette Island » (voir la liste des auteurs).